# Scogli di Cannazellu
Gli scogli di Cannazellu sono un gruppo di scogli del mar Tirreno situati a ridosso della costa centro-orientale della Sardegna.

Appartengono amministrativamente al comune di Siniscola.